# 김대환 (격투기 해설자)
김대환(1979년 ~ )은 대한민국의 종합격투기 선수, 종합격투기 해설가, 종합격투기 체육관 관장이다. 슈퍼 액션, SPOTV의 UFC와 로드 FC, JTBC3 폭스 스포츠의 원 챔피언십 해설위원을 맡고 있고 팟캐스트 방송 김대환의 파이트캐스트를 진행하고 있다. 경기도 성남시 분당구에서 '김대환 복싱&MMA'라는 종합격투기전문 체육관을 운영하고 있다. 2017년 10월 29일 마쓰이 다이지로를 꺾고 일본 mma 단체인 wardog cagefight 미들급 챔피언이 되었다.